# ニヤサランド

ニヤサランド保護領
Nyasaland Protectorate (英語)

国歌: God Save the King（英語）
国王陛下万歳（1907年 - 1952年）
God Save the Queen（英語）
女王陛下万歳（1952年 - 1964年）
ニヤサランド保護領の位置

1. 
2. 
　

ニヤサランド（Nyasaland）またはニヤサランド保護領（Nyasaland Protectorate）は、1907年から1964年まで現在のマラウイに該当する地域に存在したイギリスの保護領である。

## 歴史
ニヤサランドは、1907年にイギリス中央アフリカ保護領が改称されて設立された。ニヤサランドの歴史には、イギリスから独立を勝ち取るための無数の努力が刻まれている。イギリス保護領となって以降、法的手続きに関する無知から先住民族は不利な立場に追いやられていたが、徐々にヨーロッパやアメリカで教育を受けたアフリカ人のエリート達が、主張し、政治的活動を行うようになっていった。まず、独立運動の先駆けとなったのは1915年のジョン・チレンブウェによる叛乱であった。その後、1944年には初の政治組織であるニヤサランドアフリカ人会議 (NAC)が結成され、後のマラウイ会議党となり、1964年にマラウイを独立させる原動力となった。
1953年には、ニヤサランドからの労働力提供で深いつながりのあった南ローデシア・北ローデシアと連邦を組んだが（ローデシア・ニヤサランド連邦）、人種隔離政策や南ローデシア優先の政策への反発から1963年に脱退している。翌1964年7月、ニヤサランドはマラウイとして単独で独立した。

## 人口
1911年の人口調査では、先住民族が96万9183人、ヨーロッパ人が766人、アジア人が481人であった。また、1920年3月の時点では、ヨーロッパ人が1015人、アジア人が515人であった。1919年の時点では、先住民族は男性が56万1600人、女性が66万4400人で、計122万6000人であるとの概算が残されている。
なお、首都であったブランタイヤには、約300人のヨーロッパ人が居住していた。

## 植民地の経済
ニヤサランド設立初期の頃は綿花の栽培が主要産業であったが、1918年以降にはタバコ栽培がメインとなった。
1916年から1917年の綿花の輸出量は346万2000ポンドに達していたが、1917年から1918年にかけては86万6000ポンドまで輸出量が減少した（大部分が積み出しの制限による）。その後、1918年から1919年には輸出量が267万0000ポンドと再び上昇したものの、1919年から1920年には93万0000ポンドまで減少した。また、同年には茶の輸出への関心が高まる一方、コーヒーの大部分が廃棄された。コーヒーの輸出量は、1909年から1910年にかけては74万8000ポンドであったが、1918年から1919年には11万3000ポンドまで落ち込んでいたのである。
この綿花生産量の下落は、適切な種子の選別を怠ったことと、栽培時の他の失敗に由来する部分もあったが、実際の主な理由は、ニヤサランドの土壌や気候はタバコと綿花のいずれにも適しているが、タバコ栽培のほうがより換金作物として優れていた点が上げられる。
1917年には船荷として積み込む前に行った燻蒸消毒による失敗など、何件かの不幸な事件もあったが、その後通常の場合には、イギリスの市場で高い価格をつけるようになった。1916年から1917年には430万4000ポンドの輸出量があったタバコは、1917年から1918年には202万5000ポンドまで減少したものの、1918年から1919年にかけては580万0000ポンド、1919年から1920年には34万0000ポンドとなった。
綿花とコーヒーに関しては、主として先住民族の農家が栽培を行っていたほか、ヨーロッパ人のプランテーションでも栽培していた。

## ニヤサランド総督の一覧
以下にイギリス領ニヤサランドで総督を務めた者の名前と任期を記す。
- Sir William Henry Manning: 1907年10月 - 1908年5月1日
- Sir Alfred Sharpe: 1908年5月1日 - 1910年4月1日
- Francis Barrow Pearce: 1910年4月1日 - 1910年7月4日
- Henry Richard Wallis: 1910年7月4日 - 1911年2月6日
- Sir William Henry Manning: 1911年2月6日 - 1913年9月23日
- George Smith: 1913年9月23日 - 1923年4月12日
- Richard Sims Donkin Rankine: 1923年4月12日 - 1924年3月27日
- Sir Charles Calvert Bowring: 1924年3月27日 - 1929年5月30日
- Wilfred Bennett Davidson-Houston: 1929年5月30日 - 1929年11月7日
- Shenton Whitelegge Thomas: 1929年11月7日 - 1932年11月22日
- Sir Hubert Winthrop Young: 1932年11月22日 - 1934年4月9日
- Kenneth Lambert Hall: 1934年4月9日 - 1934年9月21日
- Sir Harold Baxter Kittermaster: 1934年9月21日 - 1939年3月20日
- Sir Henry C. D. Cleveland Mackenzie-Kennedy: 1939年3月20日 - 1942年8月8日
- Sir Edmund Charles Smith Richards: 1942年8月8日 - 1947年3月27日
- Geoffrey Francis Taylor Colby:1948年3月30日 - 1956年4月10日
- Sir Robert Perceval Armitage: 1956年4月10日 - 1961年4月10日
- Sir Glyn Smallwood Jones: 1961年4月10日 - 1964年7月6日